# Epidendrum fimbriatum
Epidendrum fimbriatum Kunth, 1816, è una pianta della famiglia delle Orchidacee originaria del Sud America.

## Descrizione
È un'orchidea taglia media o piccola che cresce epifita sugli alberi della foresta tropicale montana e talvolta terricola (geofita). E. fimbriatum  presenta steli simili a canne, qualche volta ramificati, lunghi e sottili, avvolti da guaine fogliari scabre tubolari, portanti alcune foglie amplessicauli, di forma strettamente ellittica, minuziosamente erose verso l'apice.
La fioritura può avvenire in qualsiasi momento dell'anno, mediante un'infiorescenza terminale, racemosa, raramente ramificata, lunga qualche centimetro e portante alcuni fiori. Questi sono veramente piccoli, non arrivando a 1 centimetro di grandezza, sono piuttosto carnosi e di colore bianco, maculato di rosso porpora, con caratteristici margini minutamente frangiati (da cui il nome della specie).

## Distribuzione e habitat
La specie è originaria del Sud America, in particolare di Colombia, Ecuador, Perù, Bolivia e Venezuela, dove cresce epifita in foreste umide di montagna, in zone a clima nebbioso, oppure terricola (geofita) negli stessi ambienti a quote da 1100 a 3700 metri sul livello del mare.

## Sinonimi
Epidendrum alternans Lindl.,  1841

Epidendrum rhomboglossum Kraenzl., 1916

Epidendrum integrilabium Ames & C.Schweinf., 1925

Epidendrum fimbriatum var. rhomboglossum (Kraenzl.) C.Schweinf., 1944

## Coltivazione
Questa pianta è bene coltivata a mezz'ombra, non sopportando i raggi diretti del sole, con temperature fresche pe tutto il corso dell'anno, un po' più calde durante la fioritura.